# Tonkunst
Tonkunst ist heute im weitesten Sinne ein (selten verwendetes) Synonym für Musik. Im engeren Sinne ist Tonkunst ein veralteter Ausdruck in der deutschen Sprache für Kunstmusik, der im 19. Jahrhundert häufig in musikgeschichtlichen und musikästhetischen Darstellungen verwendet wurde. Er entstand wahrscheinlich aus dem Bedürfnis heraus, der Musik einen Platz unter den klassischen Künsten (Architektur, Skulptur, Malerei, Prosa, Poesie) einzuräumen und ferner den Komponisten (= Tonkünstler bzw. Tonmeister) als schöpferisches Individuum anzuerkennen. Die Ausdrücke finden sich beispielsweise auf den Inschriften in der 1842 errichteten Walhalla: dort ist etwa Joseph Haydn als „Doctor der Tonkunst“ betitelt, und Beethoven als „Tondichter“.
Heute wird der Ausdruck nur selten verwendet, lebt aber beispielsweise fort im Namen des niederösterreichischen Tonkünstler-Orchesters.
Im gleichen Kontext stand auch der Begriff Tondichtung (nicht zu verwechseln mit Sinfonische Dichtung, obwohl diese beiden Begriffe oft auch synonym verwendet werden) als Ausdruck für eine Komposition, die den (niederen) Status von Gebrauchsmusik überwunden hatte, als Kunstmusik anerkannt war und zusätzlich dem nobilitablen Ambiente der Poesie nahestand. Für welche Werke dies in Frage kam, war allerdings Ermessenssache. Gleiches galt für den Ausdruck Tondichter, der dem Komponisten einen besonderen künstlerischen Rang, quasi als Poet, einräumte. In diesem Zusammenhang stand auch die damals häufige Auszeichnung von Komponisten mit Lorbeerkränzen, in Analogie zur Dichterkrönung.
Weitere verwandte Ausdrücke waren Tonschöpfung, Tongemälde, Tonmaler (siehe aber: Tonmalerei) und Klanggemälde. Die letzteren bezogen sich insbesondere auf eine assoziativ oder textlich bedingte Verbindung von visuellen und auditiven Sinneseindrücken. Von dorther rührten etwa die Vergleiche von Weltuntergangsfresken mit Dies-irae-Vertonungen (siehe auch: Synästhesie).